# Lescouët-Gouarec
Lescouët-Gouarec è un comune francese di 220 abitanti situato nel dipartimento delle Côtes-d'Armor nella regione della Bretagna.

## Società

### Evoluzione demografica
Abitanti censiti